# Tratado Hay-Pauncefote
O Tratado Hay-Pauncefote é um tratado assinado pelos Estados Unidos e pelo Reino Unido em 18 de novembro de 1901, como uma preliminar para a criação do Canal do Panamá. O Tratado anulou o Tratado Clayton-Bulwer de 1850 e deu aos Estados Unidos o direito de criar e controlar um canal através do istmo centro-americano para ligar o Oceano Pacífico e o Oceano Atlântico. No Tratado Clayton-Bulwer, ambas as nações haviam renunciado a construção de tal canal sob o controle exclusivo de uma nação.

## Antecedentes
Nos Estados Unidos, durante alguns anos, uma irritação pública vinha crescendo pela restrição do Tratado Clayton-Bulwer a uma ação independente do país. Os britânicos reconheceram a diminuição de sua influência na região e decidiram cultivar os Estados Unidos como um contrapeso à influência da Alemanha na América do Sul e na América Central. Novas negociações foram abertas e a Grã-Bretanha deu ao seu diplomata instruções muito liberais para não conceder qualquer anulação que seja do princípio essencial da neutralidade de acesso.

## Negociações
Um projeto de tratado foi enviado para o Senado dos Estados Unidos pelo presidente estadunidense William McKinley em 5 de fevereiro de 1900. Este previa (1) que um canal pode ser construído pelos Estados Unidos ou sob a sua direção, (2) que o canal deve ser permanentemente neutralizado com base no Acordo do Canal de Suez - a ser mantido aberto em todos os momentos, seja de guerra ou de paz, a todos os navios, sem discriminação, e sem fortificações dominantes a serem construídas no canal ou nas águas adjacentes, e (3) que outras potências devem ser convidadas a participar nesta garantia de neutralidade. Estas disposições provocaram intensa hostilidade nos Estados Unidos e o senador Henry G. Davis ofereceu uma emenda aprovada pela Comissão dos Assuntos Externos. A emenda previa que a cláusula de neutralização não deveria impedir os Estados Unidos de quaisquer medidas que entendessem necessárias para a sua própria defesa ou a preservação da ordem, especificamente declarando o Tratado Clayton-Bulwer revogado, e eliminando a terceira cláusula que convida a concordância de outras potências. O Senado ratificou o Tratado com esta alteração em 20 de dezembro de 1900, mas a Grã-Bretanha se recusou a aceitar o tratado alterado, e este expirou por limitação em 5 de março de 1901.

## Tratado final
Os dois diplomatas, o secretário de Estado dos Estados Unidos John Hay e o embaixador britânico para os Estados Unidos Lorde Pauncefote, começaram a trabalhar em um compromisso, que foi assinado em 18 de novembro de 1901. O presidente Theodore Roosevelt enviou ao Senado, que o ratificou em 16 de dezembro. Na sua forma final, o Tratado Hay-Pauncefote revogou o Tratado Clayton-Bulwer, não proibiu os Estados Unidos de construírem fortificações, e não exigiu que o canal fosse mantido aberto em tempo de guerra. O Tratado cedeu aos Estados Unidos o direito de construir e gerenciar o canal, desde que fosse permitido a todas as nações o acesso, e que o canal nunca deveria ser tomado pela força.